# ジュニア版世界のSF
『ジュニア版世界のSF』（ジュニアばんせかいのSF）は、集英社から1969年から1970年にかけて刊行されたSF小説の叢書。
B6判。箱付きハードカバー。全20巻。

## 一覧
- 1) 宇宙大作戦（Star Trek、ブリッシュ）北川幸比古訳
「セイスス星の弧児」（Charlie X、「セイサス星から来た少年」のノベライズ）
「レグルス星さいごの生物」（The Man Trap、「惑星M113の吸血獣」のノベライズ）
「発狂した惑星」（The Naked Time、「魔の宇宙病」のノベライズ）
「第二次ロムルス星戦争」（The Corbomite Maneuver、「謎の球体」のノベライズ）
「犯罪者植民地」（Dagger of the Mind、「悪魔島から来た狂人」のノベライズ）
「子どもだけの惑星」（Miri、「400才の少女」のノベライズ）
- 2) なぞの宇宙物体X（キャンベル）内田庶訳
「なぞの宇宙物体X」（Who Goes There?）
「空中海賊株式会社」（Piracy Preferred）
- 3) 夜明けの惑星（パイパー）
「夜明けの惑星」（Genesis、パイパー）福島正実訳
「ベティアンよかえれ」（Bettyann、ネヴィル）福島正実訳
- 4) 地球さいごの日（When Worlds Collide、ワイリー）矢野徹訳
- 5) 銀河王国の地球人（ハミルトン）亀山龍樹訳
「銀河王国の地球人」（Star King）
「人工宇宙の恐怖」（Fessenden's World）
- 6) タイタンの妖怪（ハインライン）中尾明訳
「タイタンの妖怪」（Puppet Masters）
「月の長い長い一日」
- 7) 火星人襲来（ウエルズ）白木茂訳
「火星人襲来」（The War of the Worlds）
「海底のふしぎな都」（In the Abyss）
- 8) アンドロメダ星雲（英語版）（Tumannost' Andromedy、エフレーモフ）杉野喬訳
- 9) 宇宙の群島（Islands in the Sky、クラーク）福島正実訳
- 10) 宇宙船ビーグル号の航海 （ボークト）久米みのる訳
「宇宙船ビーグル号の航海」（The Voyage of the Space Beagle）
「人間怪獣ボルグ」（Enchanted Village）
- 11) 銀河パトロール隊（Galactic Patrol、スミス）常盤新平訳
- 12) 滅びゆく銀河帝国（アシモフ）野田宏一郎訳
「滅びゆく銀河帝国」（Foundation）
「かえってきたロビー」（Robbie）
- 13) 火星のプリンセス（A Pricess of Mars、バロウズ）内田庶訳
- 14) 海底の古代帝国（英語版）（The Maracot Deep、ドイル）亀山龍樹訳
- 15) ヨン博士の航星日記（レム）袋一平訳
「ヨン博士の航星日記（英語版）」（Dziennki Gwiazdome）
「君は生きているか」（Czy Pan Istnieje, Mr. Johns?）
「岩のかけら」
- 16) 消えていく海 （メイン）福島正実訳
「消えていく海」（The Tide Went Out）
「アイソトープ人間」（The Isotope Man）
- 17) 怪獣惑星SOS（ラインスター）南山宏訳
「怪獣惑星SOS」（Exploration Team）
「死の都」（Dead City）
- 18) 金星探検（ベリャーエフ）飯田規和訳
「金星探検（ロシア語版）」（Прыжок в ничто）
「ひらけ、ゴマ!」（Сезам, откройся!!!）
- 19)  2660年のロマンス（Ralph 124C41+、ガーンズバック）川村哲郎訳
- 20) 地底の冒険（ヴェルヌ）川村克己訳
「地底の冒険」（Voyage au centre de la terre）
「オクス博士の恐怖の実験」（Une fantaisie du le Docteur Ox）